# Freie Gewerkschaften (Österreich)
Die freien Gewerkschaften in Österreich war die sozialdemokratisch orientierte Gewerkschaftsrichtung im Reichsteil Cisleithanien von Österreich-Ungarn und nach 1918 in der Republik Österreich. Gegründet wurde eine zentrale Gewerkschaftsorganisation ab 1892. Die Dachorganisation nannte sich später Reichsgewerkschaftskommission. Seit 1928 nannte sich der Dachverband Bund freier Gewerkschaften. Er wurde 1934 verboten. Nach dem Zweiten Weltkrieg knüpfte die Fraktion Sozialdemokratischer Gewerkschafter im Österreichischen Gewerkschaftsbund an die Tradition der freien Gewerkschaften an.

## Vorgeschichte
Die Staatsgrundgesetze von 1867 und das Koalitionsgesetz von 1870 ließen die Bildung von Gewerkschaften zu. Vor diesem Hintergrund bildeten sich gewerkschaftliche Organisationen. Der Schwerpunkt war Wien, wo 70 % der Mitglieder lebten.
Viele davon waren sozialdemokratisch orientiert. Diese strebten sogar 1874 die Gründung einer sozialdemokratischen Partei an, zu der es wegen Meinungsverschiedenheiten über den einzuschlagenden Kurs nicht gekommen ist. Auch zu einer umfassenden Gewerkschaftsorganisation ist es nicht gekommen. In den 1880er Jahren kam es zu vergleichbaren Repressionen wie in Deutschland während des Sozialistengesetzes. So wurde verschiedentlich in industriellen Zentren wie Wien, Wiener Neustadt und anderen Orten der Ausnahmezustand verhängt. Die Arbeiterbewegung war in eine eher Gemäßigte und eine eher Radikale Richtung gespalten. Es kam zu zahlreichen wilden und meist erfolglosen Streiks, so dass eine Reglementierung der Arbeitskämpfe nötig erschien.
Zur Gründung der Sozialdemokratischen Arbeiterpartei Österreichs kam es 1888/1889 auf dem Parteitag von Hainfeld. Damit verstärkten sich auch wieder die Bestrebungen zur Gründung einer Gewerkschaftsorganisation. Auf dem Parteitag wurde die Gründung von Gewerkschaften empfohlen.

## Gründung
Zu Beginn der 1890er Jahre gab es in Österreich neben kleineren Organisationen zehn gewerkschaftliche Zentralvereine. Im Jahr 1892 gründeten sozialdemokratisch orientierte Fachvereine die Provisorische Kommission der Gewerkschaften Österreichs. Unmittelbarer Anlass war die Einberufung eines internationalen Gewerkschaftskongresses durch die englischen Trade Unions nach London. Ziel war es, die gewerkschaftliche von der politischen Arbeiterbewegung zu trennen. Dies stieß auf heftige Kritik in Österreich. Die provisorische Kommission sollte unter anderem die Vertretung Österreichs bei den internationalen Gewerkschaftskongressen koordinieren.
Ein erster österreichischer Gewerkschaftskongress fand 1893 statt. Dort waren 194 Organisationen vertreten, die zusammen ungefähr 50.000 Mitglieder repräsentierten. Einige waren noch örtliche Fachvereine, andere waren Bezirksvereine und andere umfassten bereits Mitglieder eines Kronlandes. Auf diesem Kongress wurde als Dachorganisation die Gewerkschaftskommission – später Reichsgewerkschaftskommission in Cisleithanien genannt – gegründet. Als Abgesandter der deutschen Gewerkschaften war Carl Legien anwesend. Als Ziel der Organisation wurde das Industriegruppenprinzip beschlossen, ohne dass es in der Folge gelang, die Berufsverbände vollständig darin zu integrieren. Die Gewerkschaftskommission war zuständig für die Organisation der regelmäßigen Gewerkschaftskongresse, für die Gewerkschaftsstatistik und war für die Integration der Gewerkschaften in Industriegruppen verantwortlich. Die einzelnen Gewerkschaften finanzierten durch Abgaben pro Mitglied die Zentralorganisation.

## Gliederung und Organisation
In allen zu Cisleithanien gehörenden Ländern wurden gewerkschaftliche Kronlandzentralen eingerichtet. Diese entstanden in Mähren, Österreichisch-Schlesien, Ober- und Niederösterreich, Salzburg, Tirol, Vorarlberg, Böhmen, Steiermark, Kärnten, in der Bukowina und in Galizien.
In der Gewerkschaftskommission organisiert waren die Berufsgruppen der Bauarbeiter, die Beschäftigten der Bekleidungsindustrie, die Bergarbeiter, die Chemische Industrie, die Eisen- und Metallindustrie, die Gas- und Wasserarbeiter, die graphischen Berufe und die Papierindustrie, Handel und Angestellte, Holzarbeiter, Horn-, Bein- und Schilkrötindustrie, Landwirtschaftliche Gruppe, Lebensmittelbranche, Lederindustrie, Textilindustrie, Verkehrs- und Transportwesen, Weibliche Hand- und Maschinenindustrie.
Als Organ gab die Gewerkschaftskommission die Zeitschrift Die Gewerkschaft (erschienen 1893–1922) heraus. Daneben gab es weitere Fachblätter in deutscher, tschechischer und slowenischer Sprache.
Die zahlreichen lokalen Streiks führten für die Gewerkschaften zu großen finanziellen Problemen. Im Jahr 1894 wurde daher ein zentrales Streikreglement beschlossen. Streiks mussten bei der jeweiligen Kronlandzentrale angemeldet werden, die dann die Gewerkschaftskommission informierte. Streiks ohne Anmeldung hatten meist keinen Anspruch auf Unterstützungsgelder. Die Streikunterstützung selbst speiste sich aus Sammlungen, die von der Gewerkschaftskommission bei den Mitgliedsorganisationen unternommen wurden. Die nach einem Streikende nicht verwendeten Gelder flossen in einen allgemeinen Streikreservefonds. Später wurde das Reglement weiter verfeinert.

## Entwicklung bis 1918
Im Jahr 1895 wurde Anton Hueber Sekretär der Gewerkschaftskommission. Insbesondere unter seiner Leitung nahm die Organisation einen beträchtlichen Aufschwung. Im Jahr 1906 hatten die freien Gewerkschaften in Österreich etwa eine halbe Million Mitglieder. Anna Boschek wurde in den 1890er Jahren Mitglied der Gewerkschaftskommission und ihr gelang es, einen Anstieg der Frauenorganisation zu erreichen.
In den 1890er Jahren begannen sich mit christlichen Arbeiterfachvereinigungen auch Vorläufer der Christlichen Gewerkschaften zu bilden. Die deutschnationalen Gewerkschaften entstanden seit 1900.
Im Jahr 1900 kam es zu mehreren großen Streiks der freien Gewerkschaften. Dabei ging es um die Durchsetzung von Arbeitszeitverkürzung. Es kam auch zum Abschluss mehrerer Tarifverträge.
Schon recht bald nach der Gründung wurden die nationalen Spannungen, die das Reich durchzogen, auch in den Gewerkschaften sichtbar. Insbesondere die tschechischen Arbeiter standen einer Leitung durch die Wiener Zentrale häufig ablehnend gegenüber. Dieser Konflikt hatte eine Parallele in der politischen Arbeiterbewegung. Bereits auf dem zweiten Gewerkschaftskongress von 1896 wurde von tschechischer Seite eine Trennung beantragt, aber dies wurde von der Mehrheit abgelehnt. Es folgte der Beginn zum Aufbau einer eigenen tschechischen Organisation. Eine solche wurde als Odborové sdružení českoslovanské 1897 mit Schwerpunkt in Böhmen gegründet. Der Historiker John Evers, Verfasser einer mit dem Herbert-Steiner-Preis ausgezeichneten Studie zu diesem Thema, kommentiert den weiteren Verlauf wie folgt: "Im Kontext mit der “inneren internationalen” Verbreiterung der Bewegung, begannen nichtdeutschsprachige – zunächst v. a. tschechische – Aktivisten auch neue strukturelle Fragen aufzuwerfen. Wie sollte die Schlagkräftigkeit einer zentralistischen Organisation mit einem demokratischen Aufbau, der z. B. auch die Rechte (nationaler) Minderheiten berücksichtigt, vereint werden? Der Wiener Apparat verschloss sich den entsprechenden Reformen und provozierte so die Bildung einer eigenen tschechischen Gewerkschaftszentrale in Prag. Dies bedeutete aber trotzdem noch keine nationale oder regionale Spaltung der Bewegung, weil Bezugspunkte zwischen “Wien” und “Prag” v. a. in den großen Arbeitskämpfen um die Jahrhundertwende viel zu stark waren. Zudem erhielten die regionalen und beruflichen Gewerkschaftsstrukturen relativ viel Selbstständigkeit und damit auch Raum, nationale Spannungen zu verringern. 1907 umfassten die sozialistischen Gewerkschaften bereits über 500.000 Mitglieder und wiesen einen Organisationsgrad von 22,5 Prozent auf. Sie waren in allen Kronländern der westlichen Reichshälfte vertreten. Der damit verknüpfte Aufstieg der Reichsgewerkschaftskommission zu einer der wichtigsten Gewerkschaftsorganisationen der Welt basierte gleichzeitig auf massivem inneren “internationalen” Wachstum. Fast 40 Prozent der Gewerkschaftspresse erschienen inzwischen in tschechischer, polnischer, italienischer oder slowenischer Sprache. Das Kronland Böhmen wies nun sogar mehr Gewerkschaftsmitglieder auf als Wien und Niederösterreich zusammen. Weniger erfolgreich waren die Gewerkschaften demgegenüber in damals neuen Arbeitsfeldern bzw. Strategieansätzen, die stärker auf Integration in den Staat setzten. Reichsweit gültige Tarifverträge konnten im Rahmen der rückständigen Monarchie nicht umgesetzt werden. Vor allem aber die noch neuartige Vorstellung, durch Mitarbeit in staatlichen Gremien positive Reformen umsetzen zu können, scheiterte. Wiener und Prager Funktionäre begannen bald selbst um die Verteilung von Ämtern, Positionen und schließlich auch um gewerkschaftliche Ressourcen “national” zu ringen – mit entsprechend negativen Impulsen für die Gesamtbewegung. Trotzdem blieb die “innere internationale” Einheit der Gewerkschaften in den meisten Regionen und Betrieben bis zum Ausbruch des 1. Weltkriegs erhalten."
Der Erste Weltkrieg hat die Entwicklung der Gewerkschaften behindert. Durch Einberufungen und ähnliches verloren die freien Gewerkschaften 60 % ihrer Mitglieder. Allerdings nahm in dieser Zeit die Zahl der organisierten Frauen zu. Die Machtlosigkeit der Gewerkschaften während des Krieges führte zu Kritik der Arbeiter an den Organisationen. Seit 1917 erholten sich die Organisationen wieder. Es kam zu verschiedenen Streiks mit einem Höhepunkt im Januar 1918.

## Zeit der Republik
Ähnlich wie in Deutschland erlebten die freien Gewerkschaften in Österreich (Gewerkschaftskommission Deutschösterreichs) unmittelbar nach dem Krieg einen starken Anstieg der Mitgliederzahlen. Der Höchststand war 1921 mit 1.079.777 Mitgliedern erreicht. Seit 1923 erschien als neues Organ die halbmonatlich erscheinende Zeitschrift Arbeit und Wirtschaft. Zu Beginn der Republik spielten die Gewerkschaften eine wichtige sozialpolitische Rolle.
Im Jahr 1928 kam es zu einer Neuorganisation zu der Anton Hueber noch maßgeblich beigetragen hatte. Es wurde der Bund freier Gewerkschaften in Österreich gegründet. Vorsitzender wurde Hueber. Der Verband beruhte auf Organisationen nach dem Industriegruppenprinzip. Insgesamt gab es 38 Gewerkschaften und 7 lokale Gewerkschaften. Diese organisierten etwa 655.000 Mitglieder.
Im selben Jahr wurden gelbe Gewerkschaften gegründet. Diese wurden von großen Unternehmen gefördert, standen den Heimwehren nahe und lehnten Arbeitskämpfe ab. Daneben existierten auch weiterhin die christlichen Gewerkschaften. Ihre Mitgliederzahl verdoppelte sich von 1921 bis 1932 auf etwa 130.000. Die deutschnationalen Gewerkschaften waren etwa 50.000 Mitglieder stark. Daneben gab es die kommunistische Rote Gewerkschaftsorganisation und Ansätze der nationalsozialistischen NSBO.

## Zeit des autoritären Ständestaats
Die Gewerkschaften im Bund freier Gewerkschaften wurden zur Zeit des Austrofaschismus des Engelbert Dollfuß im Zuge der Februarkämpfe 1934 aufgelöst. Stattdessen wurde die öffentlich-rechtliche staatsnahe Einheitsgewerkschaft Gewerkschaftsbund der österreichischen Arbeiter und Angestellten geschaffen.
Die Freigewerkschafter organisierten sich jedoch im Untergrund und richteten in Betrieben vorerst auf sich selbst gestellte Gewerkschaftszellen ein. Unter dem Einfluss der Sozialdemokraten gründeten Mitglieder der freien Gewerkschaften schon am 18. Februar 1934 eine illegale Führung (Siebenerkomitee). Eine weitere illegale Gewerkschaftsgruppe war die kommunistisch dominierte Wiederaufbaukommission. Die ehemaligen Gewerkschaften der Industrie, des Handels, Versicherungsgewerbes, der Banken und der Gemeindebediensteten fanden sich im September 1934 zur Illegalen freien Angestelltengewerkschaft (FRAGÖ) zusammen. Diese drei Gruppen vereinigten sich 1935 zum illegalen Bund der freien Gewerkschaften unter dem Vorsitz von Karl Mantler. In der Tschechoslowakei wurden regelmäßig Konferenzen abgehalten und in Brünn wurde eine internationale Verbindungsstelle eingerichtet. Als Organ der Bundesleitung der illegalen Freien Gewerkschaften erschien regelmäßig „Die Gewerkschaft“ sowie wöchentlich das Mitteilungsblatt „Gewerkschaftliche Information“ als Hektografie (unter Mitarbeit u. a. von Otto Leichter). Zusätzlich wurden Zeitungen für einzelne Industriegruppen hergestellt.
Das Juliabkommen, das den illegalen Nationalsozialisten erhebliche Bewegungsfreiheit bot, während die Arbeiterbewegung weiterhin der Repression des Staates unterworfen war, führte in den illegalen freien Gewerkschaften zu Diskussionen über die Haltung gegenüber dem Regime und seinen Institutionen. Während die den Revolutionären Sozialisten zugeneigten Gewerkschafter weiterhin einen starren Boykott der legalen Organisationen befürworteten, forderten kommunistisch orientierte Gewerkschafter die legalen Positionen in der Einheitsgewerkschaft flexibler zu nutzen. Diese Ansicht setzte sich durch, was bei den überraschend im Herbst 1936 angesetzten Werksgemeinschaftswahlen dazu führte, dass in vielen Betrieben ernannte Funktionäre durch tatsächlich gewerkschaftlich motivierte Vertrauensmänner abgelöst werden konnten.
Zugleich gewannen Sympathisanten der Nationalsozialisten in der Einheitsgewerkschaft an Einfluss, wogegen die illegalen freien Gewerkschafter mobilisieren. Im Frühjahr 1937 verfassten sie eine Denkschrift an Bundeskanzler Schuschnigg, unterzeichnet von gewählten Vertretern von etwa 100.000 Arbeitern und Angestellten, worin die Bereitschaft der österreichischen Arbeiterschaft dokumentiert war, die Unabhängigkeit des Landes gegenüber der Aggression des Dritten Reiches zu verteidigen. Nach Bekanntwerden des Berchtesgadener Abkommens bemühten sich Vertreter der illegalen freien Gewerkschaften um ein Gespräch mit Schuschnigg, in dem sie ihm für die Gewährung politischer Freiheiten die Unterstützung im Kampf gegen den Nationalsozialismus anbieten wollten. Tatsächlich kam es am 3. März 1938 zu einem solchen Gespräch eines Arbeiterkomitees unter Führung von Friedrich Hillegeist; Schuschnigg erklärte die Forderungen nach Mitbestimmung könnten nur im Rahmen der bestehenden Einrichtungen berücksichtigt werden, und delegierte die Weiterführung der Gespräche an den Sozialminister und dessen Staatssekretär. Am 7. März wurde von den illegalen Gewerkschaften eine große Vertrauensmännerkonferenz im ehemaligen Floridsdorfer Arbeiterheim organisiert, bei der etwa 350 freigewerkschaftliche Vertrauensmänner über die Ergebnisse der Verhandlungen und das weitere Vorgehen diskutierten (die Floridsdorfer Konferenz). Dabei wurde beschlossen, die Regierung nach Zusicherung demokratischer Forderungen im Kampf gegen Hitler zu unterstützen. Zu einem weiteren Treffen mit Schuschnigg kam es allerdings nicht mehr. Für die von ihm geplante Volksbefragung am 13. März über die Unabhängigkeit Österreichs sprachen sich die freien Gewerkschafter jedenfalls für eine vorbehaltlose Unterstützung der Regierung aus.
Nach dem sogenannten Anschluss Österreichs an das nationalsozialistische Deutschland wurde auch der Gewerkschaftsbund aufgelöst und die Mitglieder in die Deutsche Arbeitsfront überführt.
Nach dem Zweiten Weltkrieg entstand als Einheitsgewerkschaft der Österreichische Gewerkschaftsbund. In ihr setzte die Fraktion der Sozialistischen Gewerkschafter die Tradition der freien Gewerkschaften fort. Die Fraktion erhielt auch das Vermögen der freien Gewerkschaften zurück.